# Green Bay Packers 1951
La stagione 1951 dei Green Bay Packers è stata la 31ª della franchigia nella National Football League. La squadra, allenata da Gene Ronzani, ebbe un record di 3-9, terminando quinta nella NFL Western division. 
I Packers giocarono le loro gare interne a Milwaukee al Wisconsin State Fair Park per l'ultima volta, dopo avere utilizzato quello stadio a partire dal 1934. Il Marquette Stadium fu utilizzato per una stagione nel 1952 e il nuovo County Stadium fu usato dal 1953 al 1994.

## Roster
| Roster dei Green Bay Packers nel 1951 |
| --- |
| Quarterback - Tobin Rote - Bobby Thomason Running Back - Tony Canadeo - Jack Cloud - Albin Collins - Fred Cone - Billy Grimes - Bob Nussbaumer - Ray Pelfrey - Floyd Reid Wide Receiver - Val Jansante - Bob Mann Tight End {{{te}}} Offensive Linemen - William Afflis - Buddy Burris - Ray DiPierro - Enrique Ecker - Leon Manley - Hamilton Nichols - Jay Rhodemyre - Charley Robinson - Dave Stephenson Defensive Linemen - Carlton Elliott - John Martinkovic - Ed Neal - Dan Orlich - Howie Ruetz - Joe Spencer - Don Stansauk - Abner Wimberly Linebacker - Bill Schroll - Carl Schuette Defensive Back - Harper Davis - Ace Loomis - Dom Moselle - Rebel Steiner Special Team - Earl Girard |
| Legenda - I rookie sono in corsivo. - Il primo ruolo è il principale mentre gli eventuali successivi indicano i ruoli secondari. - (IR) sta per Injured Reserve ed indica la lista ristretta per un solo giocatore infortunato che può tornare ad allenarsi dopo la settimana 6 e a rientrare in prima squadra dopo che questa ha giocato 8 partite. - (NF-Inj.) / (NF-Ill.) stanno rispettivamente per Non-Football Injured e Non-Football Illness ed indicano le liste dove viene inserito un giocatore che ha un infortunio o una malattia non dipendente dal football americano. - (PUP) sta per Physically Unable to Perform ed indica la lista dove viene inserito un giocatore mentre è in attesa di recuperare la condizione fisica. Nella stagione regolare dopo la sesta partita giocata dalla propria squadra, il giocatore ha tempo tre settimane per riprendere ad allenarsi, più tre settimane aggiuntive dal suo rientro agli allenamenti per rientrare in prima squadra. |

## Calendario
| Stagione regolare |                   |                        |           |                               |          |
| Turno             | Data              | Avversario             | Risultato | Stadio                        | Pubblico |
| 1                 | 30 settembre 1951 | Chicago Bears          | S 31–20   | City Stadium                  | 24,666   |
| 2                 | 7 ottobre 1951    | Pittsburgh Steelers    | V 35–33   | State Fair Park               | 8,324    |
| 3                 | 14 ottobre 1951   | Philadelphia Eagles    | V 37–24   | City Stadium                  | 18,489   |
| 4                 | 21 ottobre 1951   | Los Angeles Rams       | S 28–0    | State Fair Park               | 21,393   |
| 5                 | 28 ottobre, 1951  | at New York Yanks      | V 29–27   | Yankee Stadium                | 7,351    |
| 6                 | 4 novembre 1951   | Detroit Lions          | S 24–17   | City Stadium                  | 18,800   |
| 7                 | 11 novembre 1951  | at Pittsburgh Steelers | S 28–7    | Forbes Field                  | 20,080   |
| 8                 | 18 novembre 1951  | at Chicago Bears       | S 24–13   | Wrigley Field                 | 36,771   |
| 9                 | 22 novembre 1951  | at Detroit Lions       | S 52–35   | Briggs Stadium                | 32,247   |
| 10                | 2 dicembre 1951   | New York Yanks         | S 31–28   | City Stadium                  | 14,297   |
| 11                | 9 dicembre 1951   | at San Francisco 49ers | S 31–19   | Kezar Stadium                 | 15,121   |
| 12                | 16 dicembre 1951  | at Los Angeles Rams    | S 42–14   | Los Angeles Memorial Coliseum | 23,698   |

## Classifiche
| NFL Western Division |   |   |   |      |       |     |     |     |
|                      | V | S | P | %    | DIV   | PF  | PS  | STR |
| Los Angeles Rams     | 8 | 4 | 0 | .667 | 7–2   | 392 | 261 | V1  |
| San Francisco 49ers  | 7 | 4 | 1 | .636 | 5–2–1 | 255 | 205 | V3  |
| Detroit Lions        | 7 | 4 | 1 | .636 | 5–4–1 | 336 | 259 | S1  |
| Chicago Bears        | 7 | 5 | 0 | .583 | 6–2   | 286 | 282 | S1  |
| Green Bay Packers    | 3 | 9 | 0 | .250 | 1–8   | 254 | 375 | S7  |
| New York Yanks       | 1 | 9 | 2 | .100 | 1–7–2 | 241 | 382 | S2  |

Nota:  i pareggi non venivano conteggiati ai fini della classifica fino al 1972.